# Воронцовка (Павлодарская область)
Воронцовка (каз. Воронцовка) — село в Теренкольском районе Павлодарской области Казахстана. Входит в состав Фёдоровского сельского округа. Код КАТО — 554865200.

## Население
В 1999 году население села составляло 170 человек (84 мужчины и 86 женщин). По данным переписи 2009 года, в селе проживало 75 человек (36 мужчин и 39 женщин).